# Шебш
Шебш (адыг. Шыпс) — река в России, протекает по территории Краснодарского края. Устье реки находится на 25 км по правому берегу Афипса. Длина реки — 100 км, площадь водосборного бассейна — 593 км².
Этимология гидронима и первоначальная форма неизвестны. Возможно адыг. шыпс: от адыг. шы — «лошадь» и адыг. пс — «река» или адыг. щабз — «лук». Также возможна форма адыг. щъэбжъэ: от адыг. щъэ — «сто» и адыг. бжъэ — «пчёлы» (сто пчёл).

## Данные водного реестра
По данным государственного водного реестра России относится к Кубанскому бассейновому округу, водохозяйственный участок реки — Афипс, в том числе Шапсугское водохранилище. Речной бассейн реки — Кубань.
Код объекта в государственном водном реестре — 06020001512108100005574.

## Топографические карты
- Лист карты L-37-114 Ильский. Масштаб: 1 : 100 000. Состояние местности на 1985 год. Издание 1988 г.